# 일련종
일련종은 가마쿠라 시대 중기에 승려 니치렌이 창시했다. 천태종과 같이 대승경전의 하나인 법화경을 성불로 가는 가장 가까운 길로 보고 있으나, 천태종보다 법화경을 좀 더 절대적으로 받아들여 다른 가르침을 배격한다는 점이 다르다.

## 같이 보기
- 일련정종
- 창가학회
- 입정교성회